# Bill Murray
William James "Bill" Murray (sinh ngày 21 tháng 9 năm 1950) là một diễn viên và biên kịch người Mỹ. Ông lần đầu xuất hiện trên Saturday Night Live, một vai diễn giúp ông đoạt giải Emmy đầu tiên, và sau đó đóng trong một loạt phim hài như Meatballs (1979), Caddyshack (1980), Stripes (1981), Tootsie (1982), Biệt đội săn ma (1984), Scrooged (1988), Biệt đội săn ma II (1989), What About Bob? (1991) và Ngày chuột chũi (1993). Ông cũng đồng đạo diễn Quick Change (1990).
Murray nhận được nhiều lời khen ngợi từ giới phê bình với vai diễn trong Lạc lối ở Tokyo (2003), giúp kiếm về cho ông một giải Quả cầu vàng và một giải BAFTA, cũng như một đề cử giải Oscar cho nam diễn viên chính xuất sắc nhất. Ông cũng nhận một vài đề cử Quả cầu vàng cho những vai diễn của ông trong Biệt đội săn ma, Rushmore (1998), Hyde Park on Hudson (2012) và St. Vincent. Mini sê-ri của đài HBO Olive Kitteridge (2014) còn giúp ông lần thứ hai thắng giải Emmy.

## Phim đã tham gia
| Năm  | Tựa đề                                          | Vai diễn                     | Chú thích |
| ---- | ----------------------------------------------- | ---------------------------- | --- |
| 1976 | Next Stop, Greenwich Village                    | Nick Kessel                  | Không được công nhận |
| 1979 | Thịt viên                                       | Tripper Harrison             | Đề cử – Giải Genie cho Diễn diễn viên nước ngoài xuất sắc nhất |
| 1979 | Mr. Mike's Mondo Video                          | Người đàn ông trên phố       | |
| 1979 | Tarzoon: Shame of the Jungle                    | Người báo cáo                | Lồng tiếng |
| 1980 | Where the Buffalo Roam                          | Hunter S. Thompson           | |
| 1980 | Caddyshack                                      | Carl Spackler                | |
| 1980 | Loose Shoes                                     | Lefty Schwartz               | |
| 1981 | Stripes                                         | Pvt. John Winger             | |
| 1982 | Tootsie                                         | Jeff Slater                  | |
| 1984 | Biệt đội săn ma                                 | Dr. Peter Venkman            | Nominated – Golden Globe Award for Best Actor – Motion Picture Musical or Comedy |
| 1984 | Nothing Lasts Forever                           | Ted Breughel                 | |
| 1984 | B.C. Rock                                       | The Dragon                   | Voice English dub Uncredited |
| 1984 | The Razor's Edge                                | Larry Darrell                | Also writer |
| 1986 | Little Shop of Horrors                          | Arthur Denton                | |
| 1988 | She's Having a Baby                             | Himself                      | Uncredited cameo |
| 1988 | Scrooged                                        | Francis Xavier "Frank" Cross | Nominated – Saturn Award for Best Actor |
| 1989 | Ghostbusters II                                 | Dr. Peter Venkman            | |
| 1990 | Quick Change                                    | Grimm                        | Also co-director and producer |
| 1991 | What About Bob?                                 | Bob Wiley                    | Nominated – MTV Movie Award for Best Comedic Performance |
| 1993 | Groundhog Day                                   | Phil Connors                 | Nominated – Saturn Award for Best Actor Nominated—MTV Movie Award for Best Comedic Performance |
| 1993 | Mad Dog and Glory                               | Frank Milo                   | |
| 1994 | Ed Wood                                         | Bunny Breckinridge           | |
| 1996 | Kingpin                                         | Ernie McCracken              | |
| 1996 | Larger than Life                                | Jack Corcoran                | |
| 1996 | Space Jam                                       | Himself                      | |
| 1997 | The Man Who Knew Too Little                     | Wallace Ritchie              | |
| 1998 | Wild Things                                     | Kenneth Bowden               | Los Angeles Film Critics Association Award for Best Supporting Actor |
| 1998 | With Friends Like These...                      | Maurice Melnick              | |
| 1998 | Rushmore                                        | Herman Blume                 | American Comedy Award for Funniest Supporting Actor in a Motion Picture Independent Spirit Award for Best Supporting Male Los Angeles Film Critics Association Award for Best Supporting Actor National Society of Film Critics Award for Best Supporting Actor New York Film Critics Circle Award for Best Supporting Actor Satellite Award for Best Supporting Actor - Motion Picture Nominated – Chicago Film Critics Association Award for Best Supporting Actor Nominated – Golden Globe Award for Best Supporting Actor – Motion Picture |
| 1999 | Cradle Will Rock                                | Tommy Crickshaw              | Nominated – Satellite Award for Best Supporting Actor - Motion Picture |
| 2000 | Charlie's Angels                                | John Bosley                  | Blockbuster Entertainment Award for Favorite Supporting Actor – Action |
| 2000 | Hamlet                                          | Polonius                     | |
| 2001 | Osmosis Jones                                   | Frank Detorre                | |
| 2001 | Speaking of Sex                                 | Ezri Stovall                 | |
| 2001 | The Royal Tenenbaums                            | Raleigh St. Clair            | Nominated – Phoenix Film Critics Society Award for Best Cast |
| 2003 | Lost in Translation                             | Bob Harris                   | BAFTA Award for Best Actor in a Leading Role Boston Society of Film Critics Award for Best Actor Chicago Film Critics Association Award for Best Actor Golden Globe Award for Best Actor – Motion Picture Musical or Comedy Independent Spirit Award for Best Lead Male International Cinephile Society Award for Best Actor Iowa Film Critics Award for Best Actor Los Angeles Film Critics Association Award for Best Actor National Society of Film Critics Award for Best Actor New York Film Critics Circle Award for Best Actor New York Film Critics Online Award for Best Actor Online Film Critics Society Award for Best Actor San Francisco Film Critics Circle Award for Best Actor Satellite Award for Best Actor - Motion Picture Musical or Comedy Seattle Film Critics Association Award for Best Actor Southeastern Film Critics Association Award for Best Actor Toronto Film Critics Association Award for Best Actor Washington D.C. Area Film Critics Association for Best Actor Nominated – Academy Award for Best Actor Nominated – Awards Circuit Community Award for Best Actor Nominated – Broadcast Film Critics Association Award for Best Actor Nominated – Dallas–Fort Worth Film Critics Association Award for Best Actor Nominated – Internet Entertainment Writers Association Awards for Favorite Actor in a Leading Role Nominated – Irish Film and Television Award for Best International Actor Nominated – London Film Critics Circle Award for Best Actor Nominated – MTV Movie Award for Best Performance - Male Nominated – Phoenix Film Critics Society Award for Best Actor Nominated – Screen Actors Guild Award for Outstanding Performance by a Male Actor in a Leading Role Nominated – Vancouver Film Critics Circle Award for Best Actor |
| 2003 | Coffee and Cigarettes                           | Himself/Waiter               | Segment: "Delirium" |
| 2004 | Garfield: The Movie                             | Garfield                     | Voice |
| 2004 | The Life Aquatic with Steve Zissou              | Steve Zissou                 | Nominated – Broadcast Film Critics Association Award for Best Cast Nominated – Satellite Award for Best Actor – Motion Picture Musical or Comedy |
| 2005 | Broken Flowers                                  | Don Johnston                 | Nominated – Satellite Award for Best Actor – Motion Picture Musical or Comedy |
| 2005 | The Lost City                                   | The Writer                   | |
| 2006 | Garfield: A Tail of Two Kitties                 | Garfield                     | Voice |
| 2007 | The Darjeeling Limited                          | The Businessman              | Cameo |
| 2008 | Get Smart                                       | Agent 13                     | Cameo |
| 2008 | City of Ember                                   | Mayor Cole                   | |
| 2009 | The Limits of Control                           | American                     | |
| 2009 | Fantastic Mr. Fox                               | Clive Badger                 | Voice |
| 2009 | Zombieland                                      | Himself                      | Scream Award for Best Ensemble Scream Award for Best Cameo Nominated – Detroit Film Critics Society for Best Ensemble Nominated – MTV Movie Award for Best WTF Moment |
| 2010 | Get Low                                         | Frank Quinn                  | Nominated – Dallas-Fort Worth Film Critics Association Award for Best Supporting Actor Nominated – Houston Film Critics Society Award for Best Supporting Actor Nominated – Independent Spirit Award for Best Supporting Male Nominated – Satellite Award for Best Supporting Actor – Motion Picture |
| 2011 | Passion Play                                    | Happy Shannon                | |
| 2012 | Moonrise Kingdom                                | Mr. Bishop                   | Phoenix Film Critics Society Award for Best Cast 2nd place – Boston Society of Film Critics Award for Best Cast 2nd place – Southeastern Film Critics Association Award for Best Ensemble Nominated – Gotham Independent Film Award for Best Ensemble Performance |
| 2012 | A Glimpse Inside the Mind of Charles Swan III   | Saul                         | |
| 2012 | Hyde Park on Hudson                             | Franklin D. Roosevelt        | Nominated – Detroit Film Critics Society Award for Best Actor Nominated – Golden Globe Award for Best Actor – Motion Picture Musical or Comedy |
| 2014 | The Monuments Men                               | Sgt. Richard Campbell        | |
| 2014 | The Grand Budapest Hotel                        | M. Ivan                      | Nominated – Screen Actors Guild Award for Outstanding Performance by a Cast in a Motion Picture |
| 2014 | St. Vincent                                     | Vincent MacKenna             | Nominated – Golden Globe Award for Best Actor – Motion Picture Musical or Comedy Nominated – Critics' Choice Movie Award for Best Actor in a Comedy |
| 2014 | Dumb and Dumber To                              | Ice Pick                     | Cameo |
| 2015 | Aloha                                           | Carson Welch                 | |
| 2015 | Rock the Kasbah                                 | Richie Lanz                  | |
| 2016 | The Jungle Book                                 | Baloo                        | Voice Nominated – People's Choice Awards for Favorite Animated Movie Voice |
| 2016 | Ghostbusters                                    | Martin Heiss                 | |
| 2018 | Isle of Dogs                                    | Boss                         | Voice |
| 2019 | The Dead Don't Die                              | Cliff Robertson              | |
| 2019 | Vùng đất thây ma: Cú bắn đúp                    | Bản thân                     | |
| 2021 | Biệt đội săn ma: Chuyển kiếp                    | Tiến sĩ Peter Venkman        | |
| 2023 | Người Kiến và Chiến binh Ong: Thế giới Lượng tử | Lord Krylar                  | |
| 2024 | Biệt đội săn ma: Kỷ nguyên băng giá             | Tiến sĩ Peter Venkman        | |
| TBA  | The French Dispatch                             | Arthur Howitzer Jr.          | Post-production |
| TBA  | On the Rocks                                    | Felix                        | Post-production |